# 아스틀란

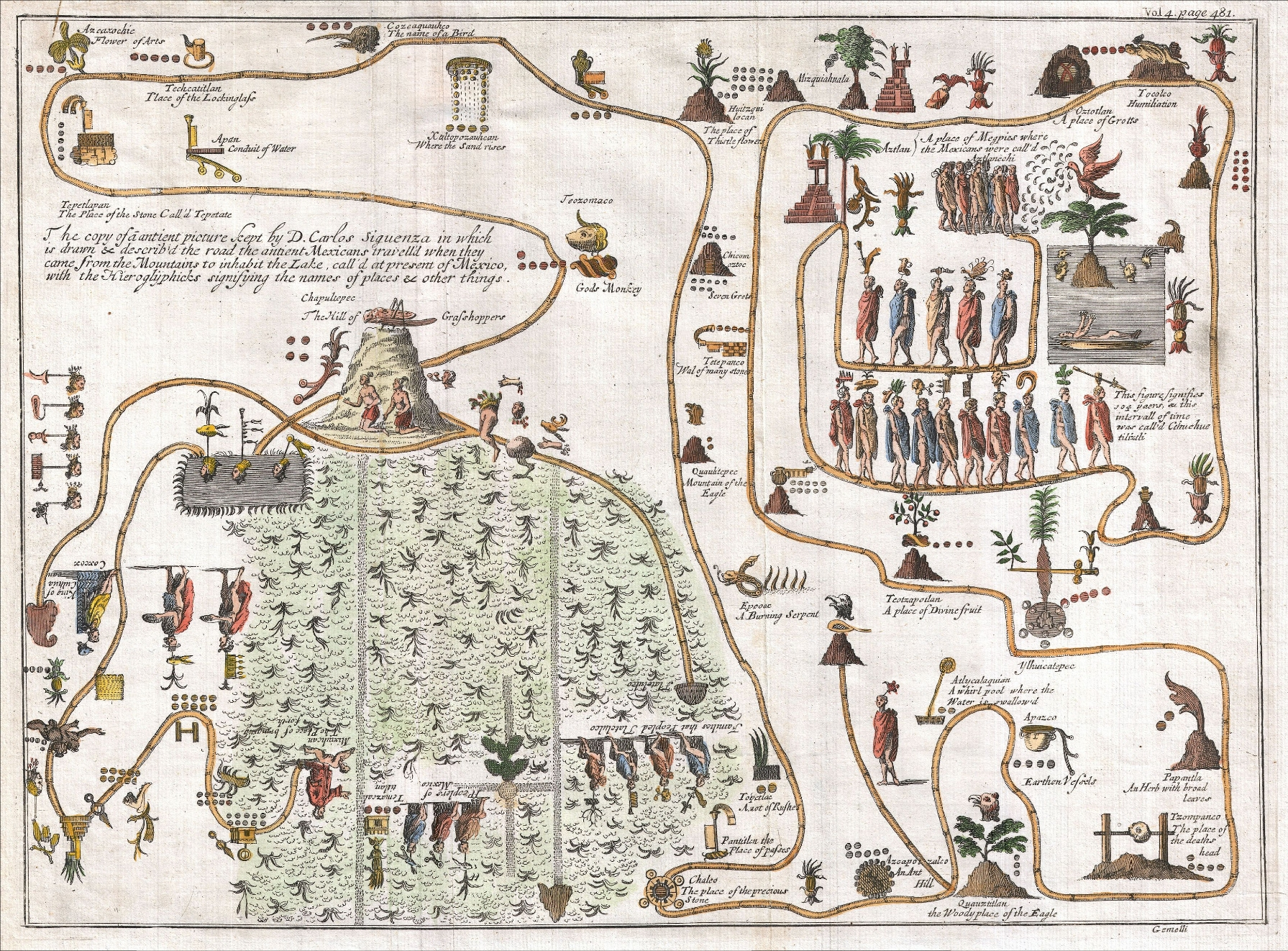
아스틀란에서 차풀테펙으로의 이주 지도.

아스틀란(Aztlán)은 아즈텍인 조상들의 고향이다. 아스테카는 "아스틀란에서 온 사람들"을 가리키는 나와틀어 단어이다. 아스틀란은 식민지 시대의 여러 민족사 자료에서 언급되고 있으며, 그들은 각각 아스틀란에서 멕시코 중부로 이주한 다양한 부족들의 목록을 인용하고 있지만, 멕시코-테노치티틀란을 설립한 메시카인들은 모든 기록에서 언급되고 있다. 
역사가들은 아스틀란의 가능한 위치에 대해 추측하고 멕시코 북서부 또는 미국 남서부에 배치하는 경향이 있지만, 그 장소가 순전히 신화인지 또는 역사적 현실을 나타내는지에 대한 의구심이 있다.